# Teroristické útoky v Paříži v listopadu 2015
Teroristické útoky v Paříži v listopadu 2015 byly sérií teroristických aktů, k nimž došlo v noci z 13. listopadu na 14. listopad 2015 ve francouzské metropoli mezi 21. a 1. hodinou, počínaje 21:20 středoevropského času. Teroristé provedli celkem šest útoků střelnými zbraněmi a čtyři sebevražedné bombové útoky, které proběhly v 1., 10. a 11. pařížském obvodu. Útoky si vyžádaly 130 mrtvých (129 obětí bezprostředně v rámci útoků, jedna další osoba zemřela o několik dní později na následky zranění v nemocnici) a 352 zraněných (podle jiného zdroje 415 zraněných). Jak uvedla francouzská ministryně zdravotnictví Marisol Touraineová dne 18. listopadu (pět dní po útocích), zůstávalo 195 osob stále hospitalizováno, z toho 41 osob na jednotce intenzivní péče, tři lidé byli stále v kritickém stavu. Zemřelo rovněž sedm teroristů.
V září 2021 byl v Paříži zahájen soudní proces s 20 osobami obžalovanými z podílu na teroristických útocích, z nichž šest je na útěku. Všichni obžalovaní byli v červnu 2022 shledáni vinnými a odsouzeni.

## Teroristické útoky 13. listopadu 2015
Během zjevně koordinované akce došlo postupně k několika útokům, které zahrnovaly střelbu z útočných pušek, sebevražedné bombové útoky i braní rukojmích.

### Útoky u stadionu Stade de France

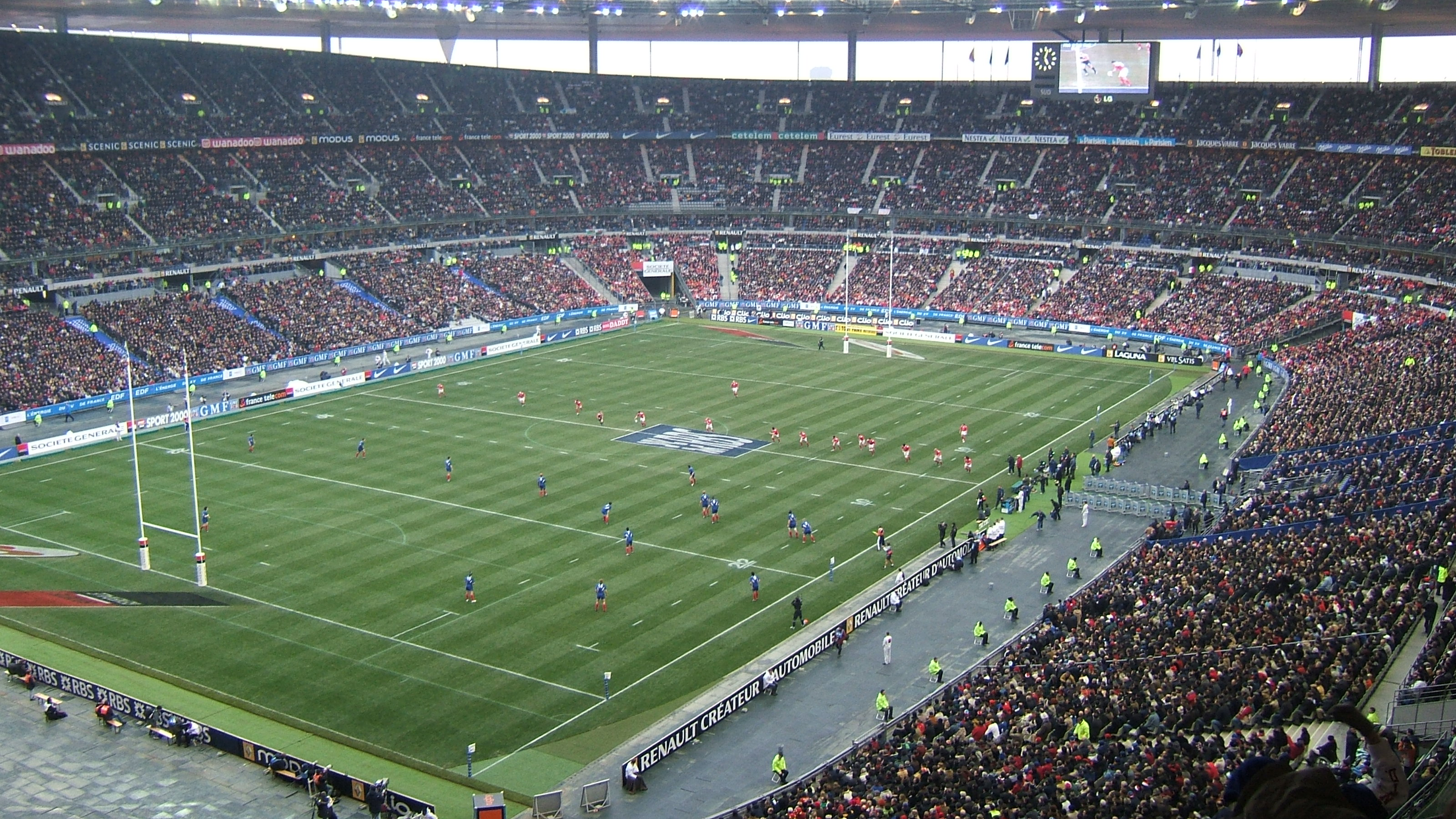
Stadion Stade de France

U fotbalového stadionu Stade de France zazněly během prvního poločasu přátelského utkání Francie s Německem postupně tři exploze (21:20, 21:30 a 21:53 SEČ). Šlo o sebevražedné atentátníky. První z nich se odpálil, když byl odhalen ochrankou při snaze dostat se (s platnou vstupenkou) na tribunu. Druhý následoval u jiné brány před stadionem a třetí pak u blízké restaurace McDonald's. Kromě sebevražedných atentátníků zemřela u stadionu nejméně jedna další osoba.
V době útoků byl utkání přítomen i francouzský prezident François Hollande. Ten byl bezpečnostními složkami evakuován po druhé explozi. Ačkoliv byly výbuchy slyšet i na ploše stadionu, utkání nebylo přerušeno. Aby nedošlo k panice, hráči a fanoušci nebyli ani o poločasové přestávce o útocích informováni a utkání bylo dohráno. Celkem 80 tisíc návštěvníků bylo po skončení zápasu (výhra Francie 2:0) z bezpečnostních důvodů pozdrženo na stadionu, část byla odvedena policií na trávník, aby nedošlo k tlačenici a ušlapání. Evakuace probíhala po menších skupinách. Členové německého týmu přespali na stadionu, francouzští fotbalisté zůstali ze solidarity k soupeři na stadionu přes noc taktéž.

### Rue Bichat a Rue Alibert

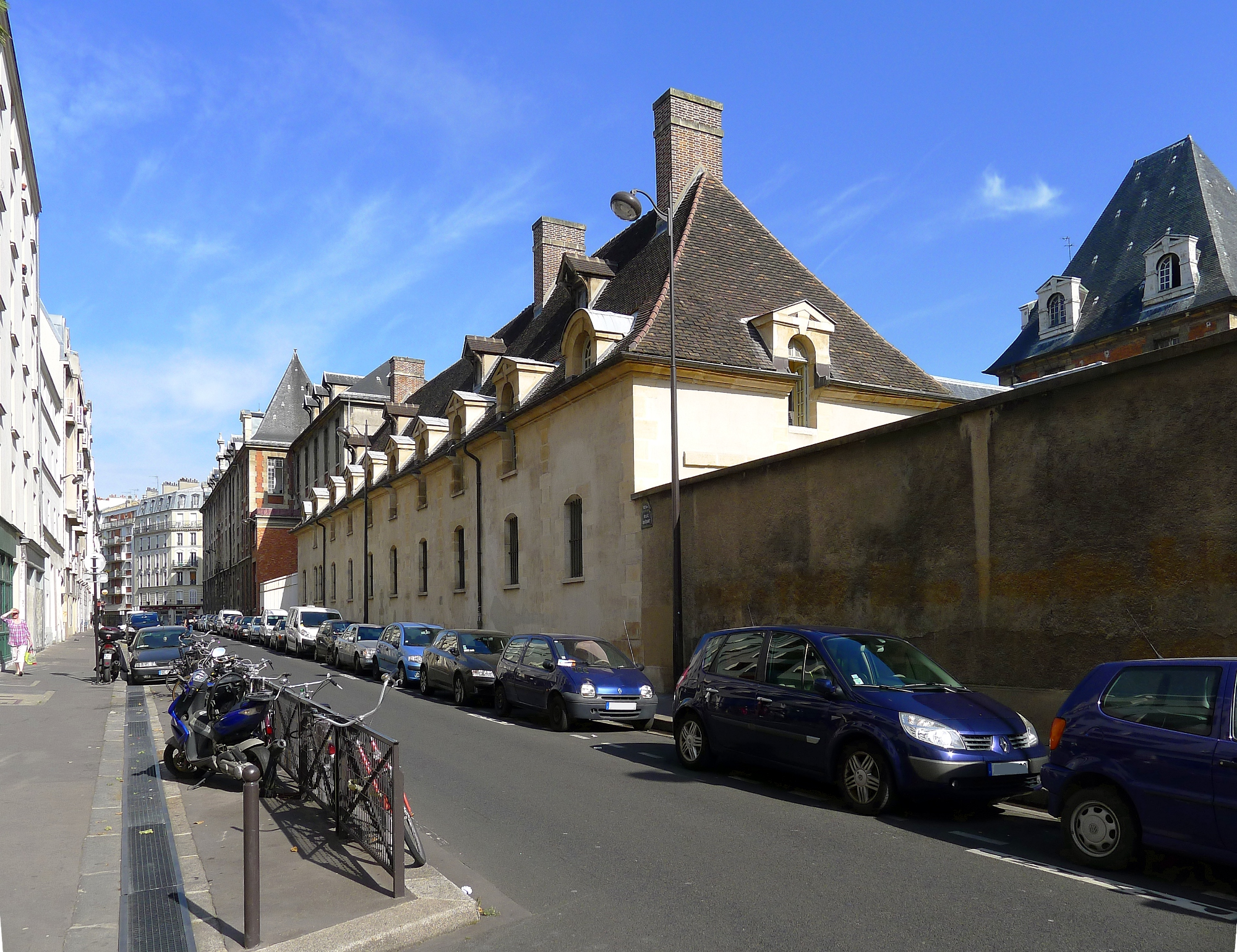
Rue Bichat s Nemocnicí sv. Ludvíka, nedaleko místa útoků

Útoky střelců začaly zhruba ve 21:25 SEČ střelbou u křižovatky Rue Bichat a Rue Alibert v 10. městském obvodu. Teroristé zde stříleli do lidí před barem Le Carillon. Poté přešli Rue Bichat a zaútočili na protější kambodžskou restauraci Le Petit Cambodge. V baru a restauraci zemřelo celkem 15 lidí, dalších 15 osob bylo vážně zraněno. Útočníci zřejmě uprchli v automobilu či automobilech, svědci hovořili o belgické poznávací značce.

### Rue de la Fontaine-au-Roi
K další střelbě došlo ve 21:32 SEČ na Rue de la Fontaine-au-Roi. Zde muž s útočnou puškou střílel do hostů na terase italské restaurace La Casa Nostra. Zemřelo zde 5 lidí, dalších 8 osob bylo vážně zraněno.

### Rue de Charonne
Dva útočníci začali kolem 21:36 SEČ střílet na terase restaurace La Belle Équipe na Rue de Charonne v 11. městském obvodě. Střelba trvala několik minut, útočníci poté uprchli v automobilu. Policie následně potvrdila, že v restauraci bylo ozbrojenci zabito 19 osob, dalších 9 osob je v kritickém stavu.

### Boulevard Voltaire
Na Boulevardu Voltaire nedaleko sálu Bataclan (viz níže) se kolem 21:40 SEČ odpálil sebevražedný atentátník sedící na terase kavárny Comptoir Voltaire. Útočník zabil sebe a zranil 15 lidí, jedna osoba byla zraněna těžce.

### Masakr v koncertní hale Bataclan

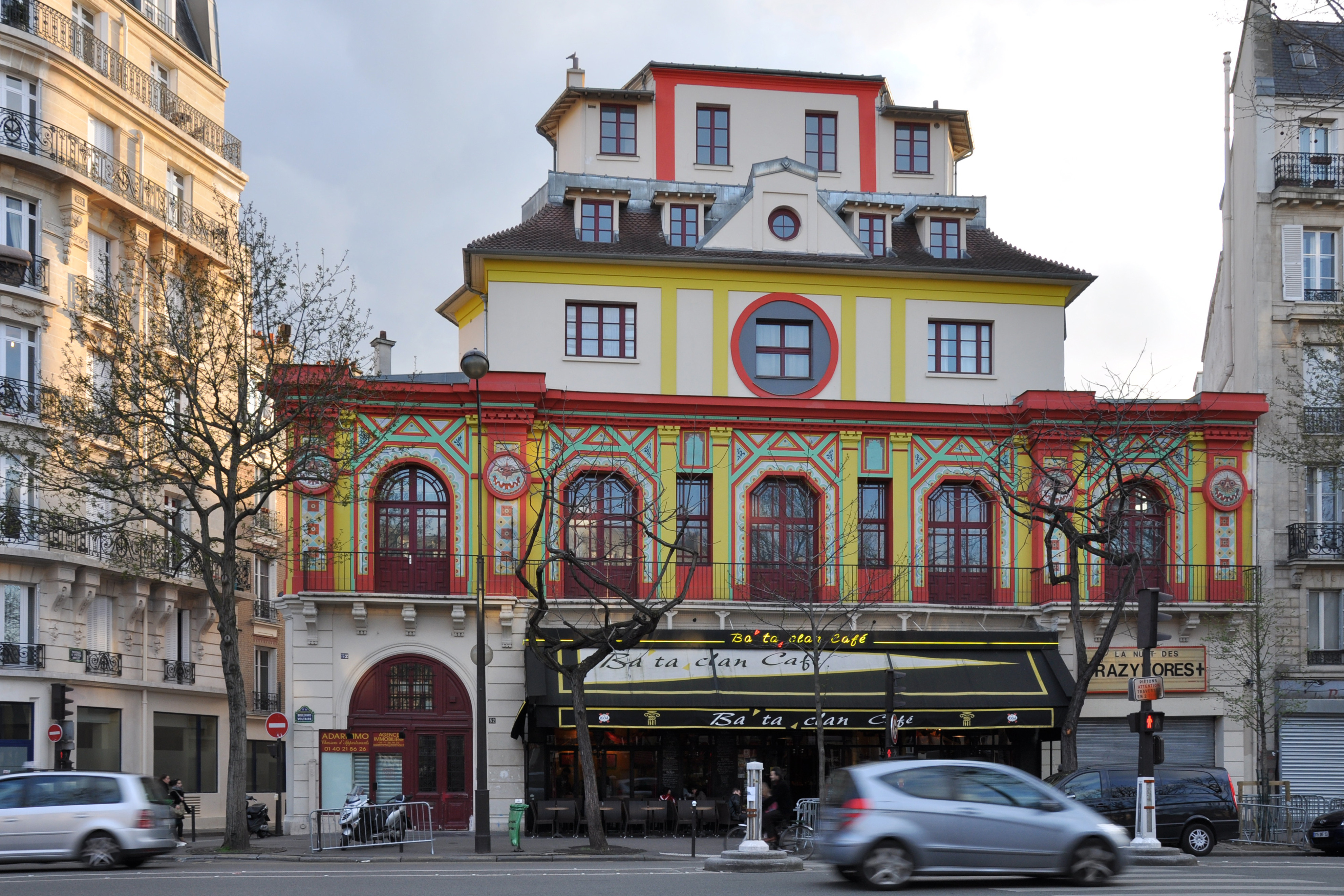
Koncertní sál Bataclan

Nejvíce obětí si vyžádal útok na koncertní sál Bataclan na Boulevardu Voltaire v centru města. Tam zrovna probíhal koncert americké rockové skupiny Eagles of Death Metal za účasti asi 1 500 diváků. Do budovy kolem 21:40 SEČ pronikli tři útočníci vyzbrojení útočnými puškami AK-47 a ručními granáty, kteří zabili desítky lidí a další desítky osob vzali jako rukojmí.
Kolem 00:15 se objevily zprávy, že teroristé začali popravovat rukojmí, francouzské bezpečnostní jednotky zahájily protizásah, při němž byli teroristé zneškodněni. Jeden byl zasažen střelbou bezpečnostních jednotek a jeho vesta explodovala, zbylí dva se odpálili sami. Džihádističtí útočníci rukojmí údajně mučili. Původní odhady francouzské policie hovořily o 100 mrtvých, později bylo upřesněno, že v sále zemřelo 89 lidí (plus útočníci). Další desítky osob jsou v kritickém stavu. Členové rockové skupiny vyvázli nezraněni.
Budova patřila dlouhá léta židovským majitelům, kterým bylo již dříve vyhrožováno. Rocková skupina Eagles of Death Metal rovněž nedávno vystoupila v Izraeli. Desítky lidí byly zachráněny arabským muslimem, příslušníkem klubové ochranky, který otevřel nouzový východ ze sálu a poté se vrátil otevřít další v patře.

## Související dění

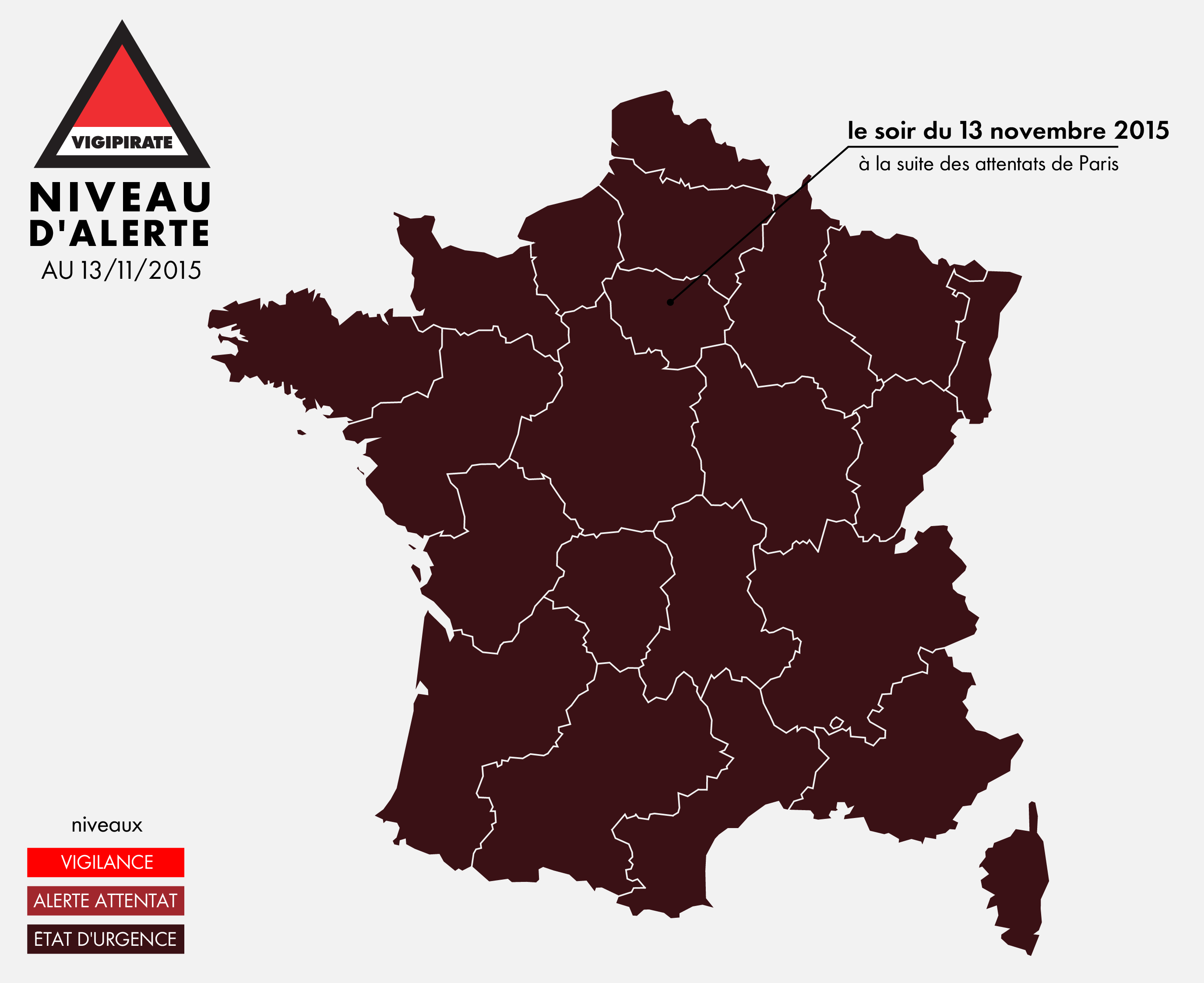
Výjimečný stav (Etat d'Urgence) byl vyhlášen po útocích na celém území Francie

Francouzský prezident François Hollande oznámil po zasedání krizového štábu v mimořádném prohlášení o půlnoci z 13. na 14. listopadu uzavření hranic a vyhlášení výjimečného stavu na celém území Francie. Dočasně uzavřeno bylo také několik linek pařížského metra (3, 5, 8, 9, 11). Přerušena byla i autobusová doprava v 9. a 10. obvodu. Pařížská policejní prefektura požádala obyvatele města, aby nevycházeli na ulici. Později v noci francouzský prezidentský úřad oznámil, že hranice nebudou uzavřeny úplně, ale dojde k výraznému zpřísnění hraničních kontrol.
| „                   | Francie musí být silná. Teroristé nás chtějí vystrašit. Tváří v tvář terorismu musíme být jednotní. | “ |
| — François Hollande | |   |

Do akce se dle televizních záběrů zapojila též armáda, přesněji 1500 vojáků.
Den po útocích (14. 11.) zůstala většina kulturních a sportovních zařízení v Paříži a okolí zavřená. Prezident Hollande vyhlásil třídenní státní smutek za oběti atentátů. Eiffelova věž byla až do odvolání uzavřena a následující večer po útocích (14. 11.) zůstala zhasnutá jako symbol smutku nad oběťmi.
Francie v reakci na útoky významně zintenzivnila své bojové akce vůči Islámskému státu, zaměřila se především na bombardování pozic IS ve městě Rakka a okolí. Rakka je hlavní baštou IS v Sýrii.
V pondělí 16. 11. přednesl prezident Hollande ve francouzském parlamentu projev, ve kterém prohlásil, že „Francie je ve válce“. Požádal velmoci i všechny ostatní státy, aby Francii podpořily v boji proti terorismu. Vyzval též Radu bezpečnosti OSN, aby přijala rezoluci proti radikálům z Islámského státu. Prezident Hollande dále požádal parlament, aby schválil prodloužení výjimečného stavu na dobu až tří měsíců. Rovněž navrhl diskusi o ústavních změnách, které by mimo jiné zahrnovaly například odebírání francouzského občanství teroristům.
V úterý 17. 11. Francie oficiálně požádala Evropskou unii o naplnění článku 42 Smlouvy o Evropské unii, který v případě ozbrojeného napadení některého z členských států zajišťuje tomuto státu podporu všech ostatních členských států. Zatím není jasné, jak by měla pomoc vypadat.
Ve středu 18. 11. vyplula z námořní základny v Toulonu směrem do východního Středomoří operační skupina v čele s letadlovou lodí Charles de Gaulle, aby podpořila útočné akce proti Islámskému státu..

## Pátrání po pachatelích
V hodinách bezprostředně po útoku se k akci nikdo nepřihlásil. 14. listopadu dopoledne ovšem média uvedla, že organizace Islámský stát na nově zveřejněném, nicméně nedatovaném videu hrozí Francii. Muž na záběru říká, že „…dokud budete pokračovat v bombardování, nebudete žít v míru. Dokonce se budete bát jít i do obchodu.“ Dále Islámský stát vyzval své stoupence, kteří nemohou odcestovat na bojiště v Sýrii, aby prováděli útoky přímo na francouzském území. Okolo 11. hodiny dopolední označil i francouzský prezident Hollande za pachatele organizaci Islámský stát.
Necelý týden před útokem zadržela německá spolková policie v rámci kontrol proti pašerákům lidí do Německa 51letého muže z Černé Hory, který přepravoval na dálnici ze Salcburku do Mnichova několik kalašnikovů (AK-47), pistolí, ručních granátů a výbušnin. Podle bavorského zemského ministra vnitra Joachima Herrmanna mohl jednat s teroristickými úmysly, případně dodával zbraně teroristům. Ministr nevyloučil souvislost s útoky v Paříži, jelikož podle navigace v autě mířil právě do francouzské metropole.
Odpoledne 14. 11. se objevily první konkrétní zprávy ohledně totožnosti pachatelů. Jedním z útočníků byl Francouz, který byl bezpečnostním složkám znám jako radikál. U sebevražedných útočníků ze Saint-Denis byly nalezeny syrský a egyptský pas.

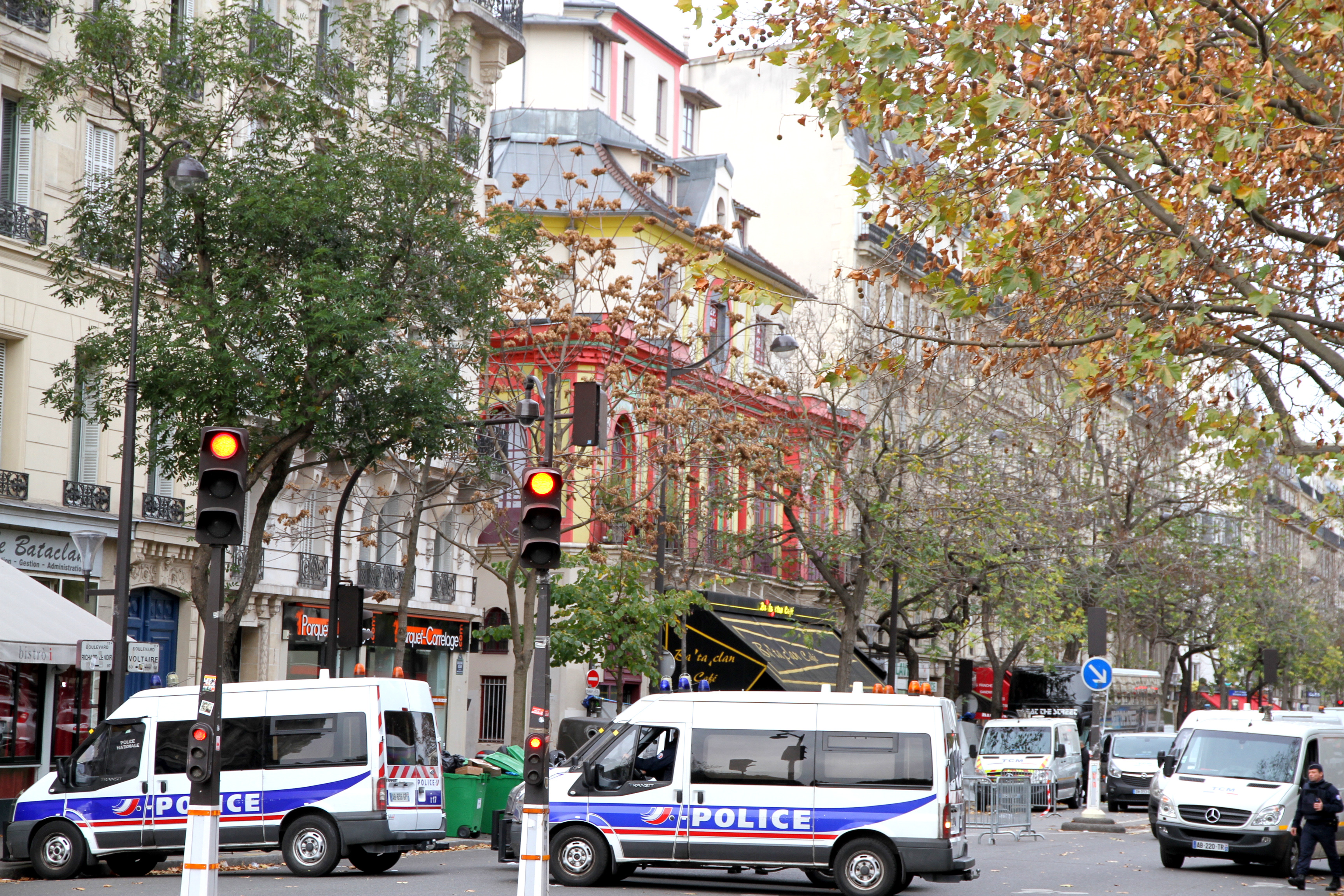
Policisté sbírají důkazy v sále Bataclan, 14. listopadu 2015

Rychle vyšlo najevo, že útočníci měli kontakty v Belgii. Belgická policie den po útocích zatkla při zátahu v bruselské čtvrti Molenbeek několik osob podezřelých ze styků s atentátníky. Další muž byl zadržen (avšak z ne zcela jasných důvodů záhy propuštěn, viz níže) francouzskou policií u belgických hranic – šlo o muže, jenž si pronajal jeden z automobilů použitých při útocích.
Dne 15. listopadu byl identifikován první útočník pomocí prstu nalezeného v Bataclanu. Jednalo se o 29letého Omara Ismaila Mostefaie, Francouze alžírského původu, jenž měl záznamy v trestním rejstříku a tajné služby ho vedly na seznamu extremistů.
Odpoledne 15. listopadu bylo oznámeno, že oba automobily použité teroristy byly zapůjčeny v Belgii. Jeden z automobilů byl nalezen na pařížském předměstí Montreuil opuštěný, uvnitř byly nalezeny útočné pušky a prázdné i plné zásobníky.
Jeden ze sebevražedných atentátníků ze Saint-Denis byl podle syrského pasu identifikován jako Ahmad Al Mohammad. Držitel pasu přišel v říjnu do EU „balkánskou cestou“ přes Řecko a Srbsko a požádal zde o azyl. Spekuluje se však, že pas může být falešný, neboť některé údaje nesouhlasí.
Odpoledne 15. 11. požádala francouzská policie veřejnost o pomoc při pátrání po Salahu Abdeslamovi, který si pronajal jedno z vozidel použitých při útoku. Jeho bratr Brahim Abdeslam byl jedním z teroristů, kteří zemřeli při útocích. Další sourozenec je mezi osobami zadrženými belgickou policií při razii v bruselském Molenbeeku.
Bylo rovněž oznámeno, že egyptský pas nalezený u Stade de France nepatřil útočníkovi, ale fotbalovému fanouškovi původem z Egypta, který byl pří jednom z výbuchů vážně zraněn.
V noci na pondělí 16. 11. provedla francouzská policie desítky razií na různých místech po celém území Francie. Tyto akce byly zaměřeny proti islámským radikálům a pašerákům zbraní. Jen některé razie však měly přímou souvislost s pařížskými útoky. Zadrženo bylo 23 lidí, dalším desítkám osob byla nařízena domácí vazba.
Dopoledne 16. 11. bylo zveřejněno, že za hlavního organizátora útoků francouzská policie považuje Belgičana marockého původu Abdelhamida Abaaouda. Ten byl v červenci 2015 odsouzen v nepřítomnosti belgickým soudem na 20 let vězení za verbování do řad Islámského státu. Zorganizoval zřejmě i letní útok v rychlovlaku TGV z Bruselu do Paříže, který jen díky odvaze několika cestujících neskončil tragédií. Abaaoud měl bydliště v Molenbeeku, kde se ale nezdržoval. Předpokládalo se, že se skrývá v Sýrii.
Vyšlo také najevo, že automobil převážející hledaného Salaha Abdeslama spolu se dvěma dalšími muži kontrolovala v sobotu ráno (14. 11.) francouzská pohraniční hlídka na francouzsko-belgických hranicích (viz výše), nechala jej však projet. Oba spolujezdci byli později zadrženi belgickou policií při razii v Molenbeeku.
Dalšími dvěma identifikovanými útočníky byli Bilal Hadfi a Samy Amimour. Druhý jmenovaný byl rodilý Pařížan, o kterého se již dříve zajímala policie.
Belgická policie provedla v pondělí 16. 11. další razii v Molenbeeku, nikoho však nezadržela. Pět ze sedmi osob zadržených při sobotní razii bylo propuštěno, mezi nimi i Mohamed Abdeslam, bratr dvou útočníků z Paříže.
V noci z 16. 11. na 17. 11. provedly francouzské bezpečnostní složky další desítky razií. V úterý 17. 11. bylo oznámeno, že podle analýzy DNA se útoků (kromě sedmi mrtvých a Salaha Abdeslama) mohl přímo účastnit další, zatím neidentifikovaný terorista.

### Policejní operace v Saint-Denis 18. listopadu 2015
Navzdory původním předpokladům, že hlavní organizátor útoků, 28letý belgický státní příslušník marockého původu Abdelhamid Abaaoud, se nachází v Sýrii, získaly bezpečnostní složky informace, které nasvědčovaly tomu, že Abaaoud byl v době atentátů ve Francii a i poté na francouzském území zůstal. Přitom bylo pravděpodobné, že chystal další útoky.

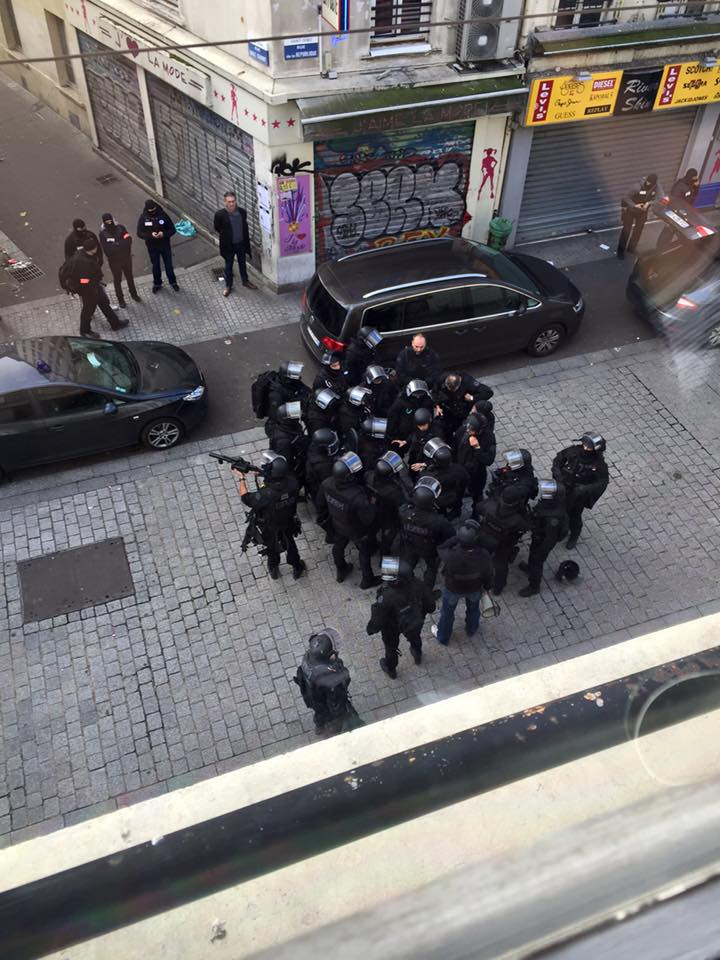
Policejní zásah v Saint-Denis proti podezřelým z terorismu, 18. listopadu 2015

Ráno a dopoledne 18. listopadu 2015 od 04:27 do 11:26 SEČ provedly francouzská policie a speciální protiteroristické složky rozsáhlou razii na pařížském předměstí Saint-Denis. Bylo důvodné podezření, že se Abdelhamid Abaaoud skrývá v jednom bytě na rohu Rue de la République a Rue du Corbillon. Na akci se podíleli: neupřesněný počet příslušníků regulérní policie, 110 příslušníků elitního policejního sboru Recherche, assistance, intervention, dissuasion (RAID, česky „Průzkum, pomoc, zásah, odrazení“), dále i jednotka rychlého nasazení patřící k Brigade rapide d'intervention (BRI), asi 50 vojáků francouzské armády a různé pomocné síly. V úzké ulici ve středu města došlo k dlouhotrvajícím přestřelkám. Již kolem 07:30 hod. po detonaci nálože v obléhaném bytě byla zveřejněna domněnka, že se jistá žena sama vyhodila do povětří.
V průběhu operace byly zataraseny okolní ulice a nasazeny vrtulníky. Počáteční pokus policie o proniknutí do obléhaného bytu se nezdařil, protože jeho dveře byly pancéřované a tudíž neprůstřelné. Postupně přišly ke slovu granátomety; v průběhu akce bylo vypáleno téměř 5 000 nábojů. Po skončení razie bylo nejprve oznámeno, že policie zatkla sedm osob, z toho byli tři teroristé a majitel či nájemník obléhaného konspirativního bytu. Ministr vnitra Bernard Cazeneuve dal na vědomí, že kromě zmíněné ženy zemřel jeden další terorista, který byl zneškodněn odstřelovačem RAID. Při zásahu bylo zraněno pět příslušníků RAID a zahynul policejní pes. O osudu Abdelhamida Abaaouda nebylo zprvu nic oznámeno, ani to, zda se skutečně v obléhaném bytě nacházel.
V pozdních odpoledních hodinách 18. listopadu oznámil americký list The Washington Post ve svém internetovém vydání s odvoláním na blíže neurčenou tajnou službu, že Abdelhamid Abaaoud byl při zásahu policie zabit. Pařížský prokurátor François Molins, který vyšetřuje listopadové teroristické útoky, však informaci při následné tiskové konferenci nepotvrdil. Molins však sdělil, že je nutno ještě zjistit totožnost muže, který byl v konspirativním bytě zabit. Tato mrtvola byla provrtaná mnoha kulkami a silně znetvořená zdivem, které se na ni svalilo. Kromě toho Molins potvrdil, že zásahem v Saint-Denis bylo pravděpodobně zabráněno dalšímu útoku zlikvidované teroristické skupiny. Molins také upřesnil, že při zásahu bylo zatčeno osm osob, z toho jedna žena.
Teprve následující den pařížská prokuratura oficiálně potvrdila, že jedním z mrtvých mužů v bytě byl skutečně hlavní strůjce útoků v Paříži, Abdelhamid Abaaoud. Tělo bylo rozstříleno, identifikace proběhla podle otisků prstů. Nalezena byla rovněž mrtvá žena, která byla identifikována jako Abaaoudova sestřenice, 26letá Hasna Aït Boulahcenová. Kromě ní a Abaaouda při zásahu zahynul ještě jeden terorista, jenž pravděpodobně odpálil bombu, která zabila jej i Boulahcenovou.
Po zásahu v Saint-Denis začalo rozsáhlé vyhodnocování všech poznatků a okolností. Vyšetřování se zúčastnily různé složky pařížské policie a vnitrostátní zpravodajské služby Direction générale de la Sécurité intérieure (DGSI), která byla založena francouzským ministerstvem vnitra dne 12. května 2014. Uveřejněn byl mimo jiné poznatek, že Abaaoudův úkryt v konspirativním bytě v Saint-Denis byl objeven na základě lokalizace odposlouchávaného mobilního telefonu jeho sestřenice Boulahcenové.

### Video s pachateli
Před koncem ledna 2016 zveřejnila organizace Islámský stát na svém oficiálním telegramovém kanálu video, na němž je údajně poslední poselství devíti osob, které se atentátu zúčastnily. Pravost materiálu podle agentury Reuters nebylo možno ověřit. Video obsahuje údajné záběry z doby před atentátem, na kterých jsou zachyceni v maskáčích někde v poušti. Podle označení mělo jít o tři lidi s francouzským občanstvím, čtyři s belgickým a dva s iráckým. Někteří na nahrávce podřezávají zajatce a vyhrožují, že po Paříži přijdou další útoky. Video také potvrzuje, že dva sebevražední útočníci, u nichž byly nalezeny syrské pasy, by mohli být ve skutečnosti Iráčané. Na záběrech ale chybí Salah Abdeslam, který byl v době zveřejnění videa nejhledanějším mužem Evropy. Česká televize bez bližšího určení uvedla, že „podle expertů“ mohli vyšetřovatelé jeho roli přecenit, nebo mohl u teroristů upadnout v nemilost.
| „                      | „Toto jsou poslední poselství devíti lvů chalífátu, kteří byli vypuštěni ze svých doupat, aby srazili na kolena celou zemi, Francii.“ | “ |
| — Mluvčí na videu ISIS | |   |

### Zatčení Salaha Abdeslama a atentáty v Belgii
Dne 18. března 2016 se podařilo belgické policii po zátahu v bruselské čtvrti Molenbeek zadržet hledaného Salaha Abdeslama. Terorista byl při zásahu postřelen do nohy, zatčeno bylo i několik jeho kompliců. Zprávy o tom, že zatčený Abdeslam spolupracuje s policií, a s tím související obavy z prozrazení, přiměly zřejmě zbylé členy teroristické skupiny k další akci. Dne 22. března 2016 došlo k útokům na bruselské letiště Zaventem a na bruselské metro, které si vyžádaly 31 obětí. Vyšetřování ukázalo, že pachateli byli stejně jako v Paříži navrátilci z bojů za Islámský stát v Sýrii a Iráku, a potvrdilo i vazby na pařížské atentátníky včetně Abdeslama.

## Reakce na teroristické útoky

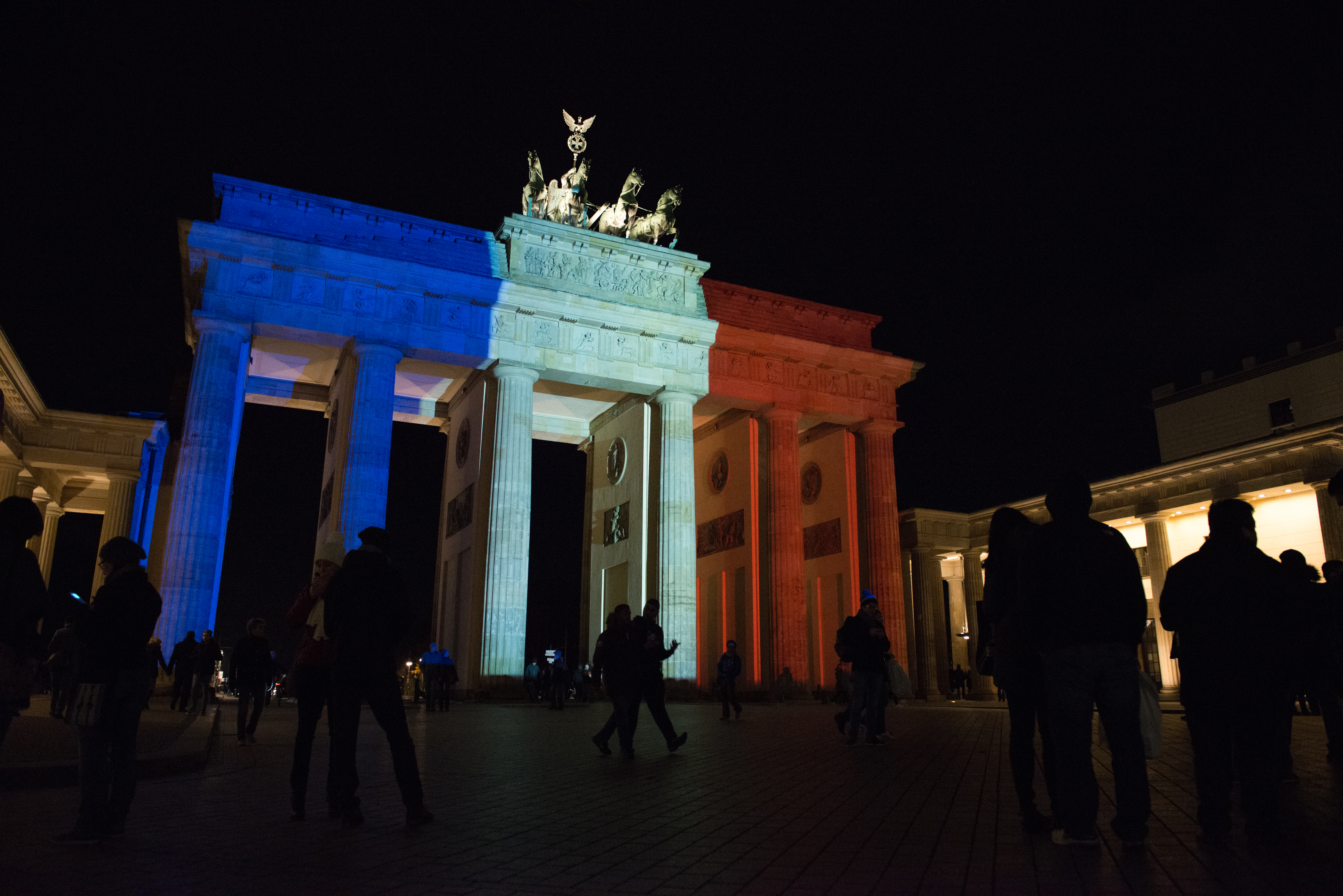
Nasvícení Braniborské brány v Berlíně v barvách francouzské vlajky

### Francouzské reakce
Vládnoucí levicová strana ve Francii Parti socialiste a krajně pravicová Národní fronta předsedkyně Marine Le Penové pozastavily své volební kampaně pro nadcházející francouzské regionální volby, konané v prosinci 2015. Le Penová to oznámila v časných ranních hodinách na svém Twitteru, kde uvedla: „Noční můra pokračuje. Pozastavujeme proto naši kampaň až do příštího oznámení. Našimi srdci otřásá chladný hněv.“ Bývalý francouzský prezident Nicolas Sarkozy, lídr republikánů a středo-pravé opoziční strany, vyzval národ k jednotě, která by měla pomoci překonat těžké časy. Rovněž podpořil vyhlášení výjimečného stavu a zvýšení bezpečnostních opatření na hranicích. Výjimečný stav trval až do roku 2017.

### Zahraniční reakce
Útoky okamžitě odsoudili generální tajemník OSN Pan Ki-mun, americký prezident Barack Obama, britský premiér David Cameron, který přislíbil Francii pomoc, a ruský prezident Vladimir Putin. Reagovali i předseda Evropské komise Jean-Claude Juncker, předseda Evropské rady Donald Tusk a předseda Evropského parlamentu Martin Schulz. O týden později Evropská komise v reakci na tyto útoky spáchané nelegálními automatickými zbraněmi navrhla zakázat legálně držené poloautomatické zbraně. Proti návrhu se zvedla vlna protestů a občané v mnoha zemích sepisují petice.

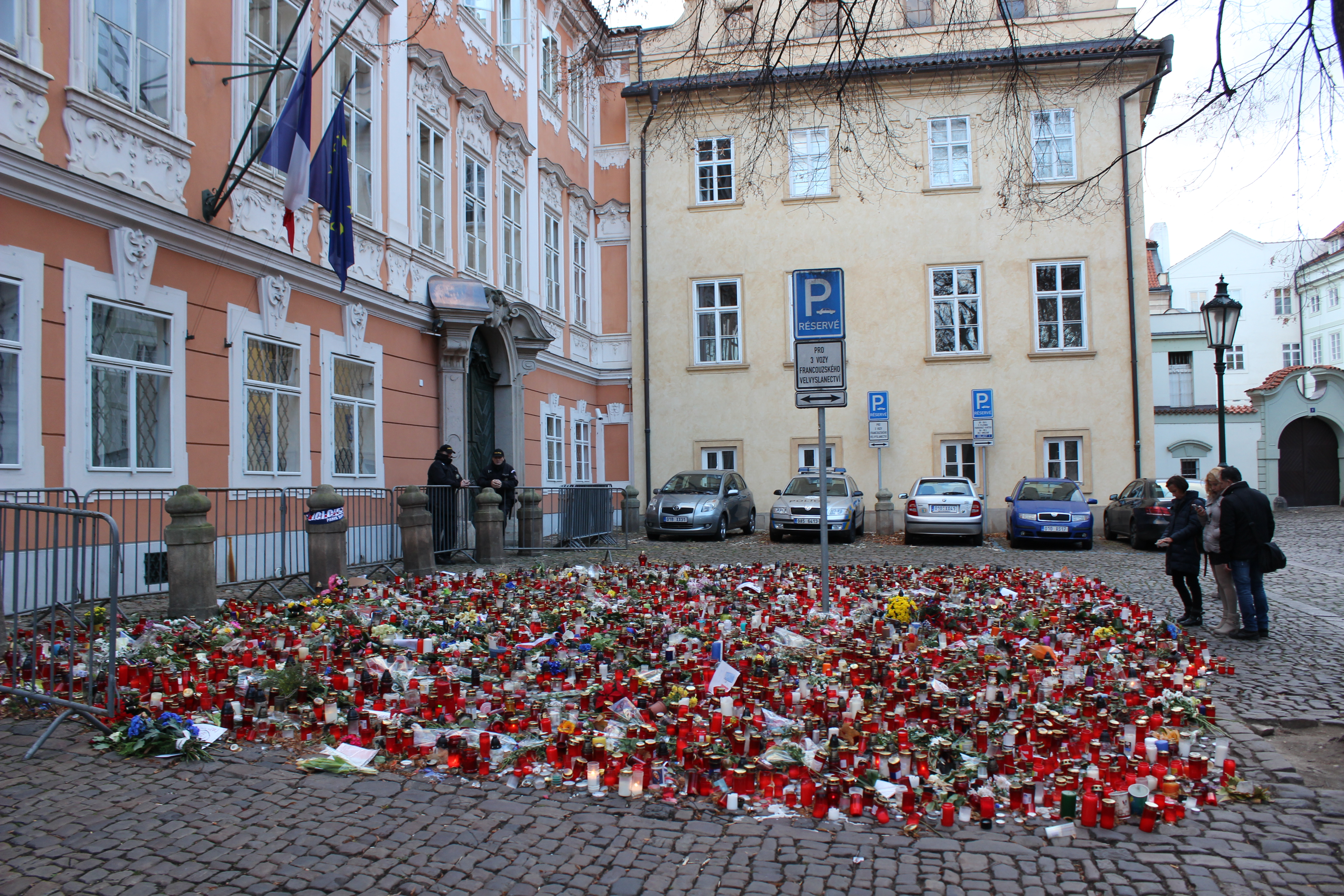
Pietní místo před francouzskou ambasádou v Praze

Řada zemí bezprostředně po útocích v Paříži zavedla zvýšená bezpečnostní opatření.
Večer 14. listopadu byla řada známých budov po celém světě (v Česku například Petřínská rozhledna či ještědský vysílač a další) osvětlena v barvách francouzské vlajky na znamení solidarity s Francií a oběťmi pařížských útoků.
V neděli 15. listopadu se v pravé poledne na památku obětí rozezněly v České republice kostelní zvony.
Internetovým symbolem tragédie se stal modifikovaný mezinárodní symbol míru – černý kruh se siluetou Eiffelovy věže, který umístil na sociální sítě francouzský umělec Jean Jullien. Po internetu byl šířen spolu s hashtagy #PeaceForParis (mír pro Paříž), #PrayForParis (modlíme se za Paříž) a #JeSuisParis (jsem Paříž).

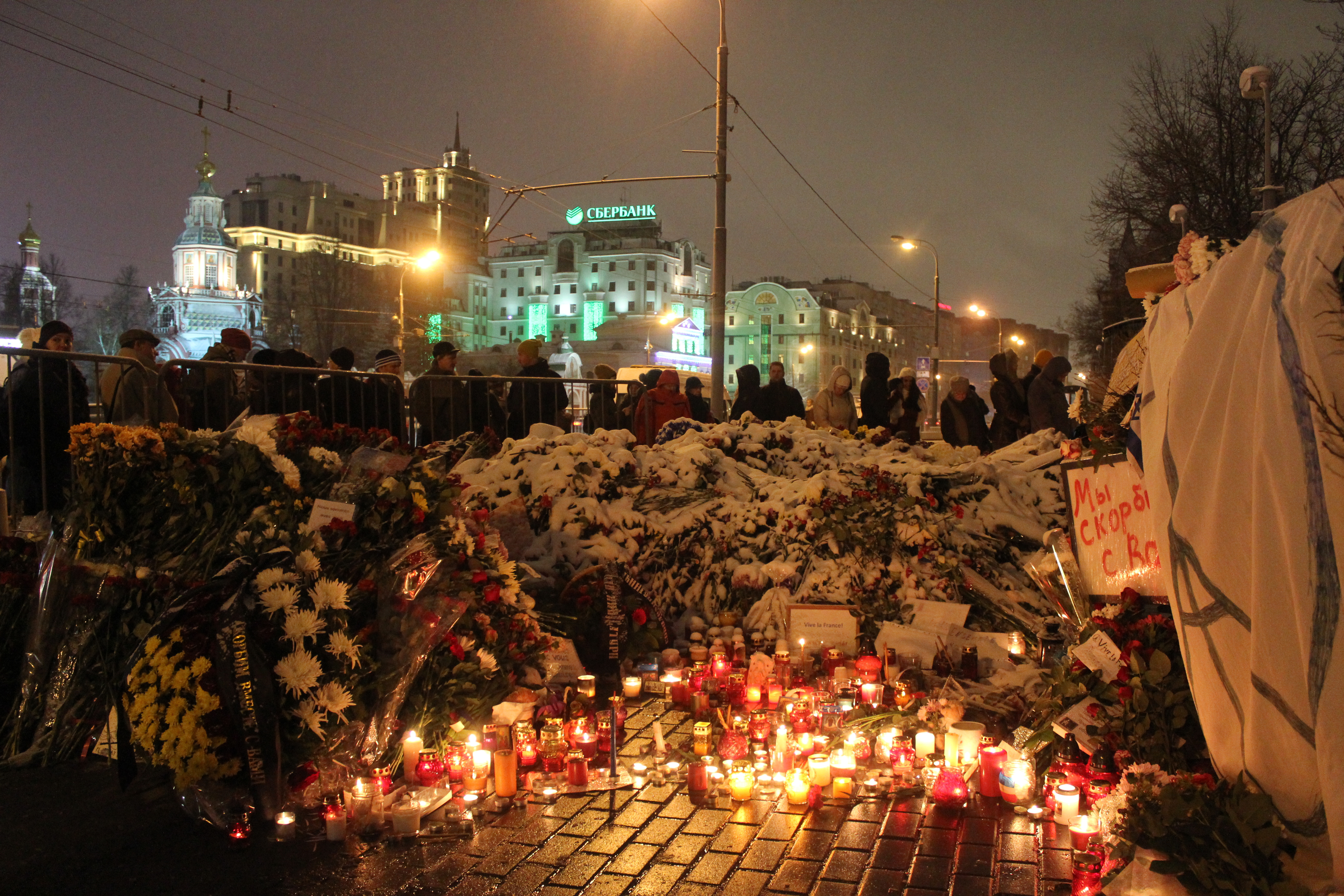
Rusové pokládají květiny u francouzského velvyslanectví v Moskvě

Pondělí 16. listopadu bylo dnem státního smutku v celé Evropské unii. Památka obětí byla uctěna minutou ticha.
Členové skupiny Anonymous vyhlásili v reakci na útoky v Paříži kyberválku Islámskému státu. Hlavním cílem skupiny je zničení stránek a účtů (hlavně na Twitteru), které IS používá k propagandě. Den po svém oznámení dokázali smazat přes 3 800 twitter účtů různých členů ISIS a jejich spolupracovníků.

### Muslimové
Útoky v Paříži odsoudila většina muslimských autorit i politiků, řada z nich ještě předtím, než se k zodpovědnosti přihlásil IS. Mezi těmi, kdo útoky odsoudili, byli mimo jiné íránský prezident Hasan Rúhání či vrchní imám egyptské univerzity al-Azhar, považovaný za nejvyšší autoritu sunnitského islámu.
Útoky odsoudil i syrský prezident Bašár Asad, podotkl však, že Francie svou podporou syrským opozičním skupinám sama přispěla k šíření terorismu.
Vůdce militantní organizace Hizballáh, šejch Hasan Nasralláh, útoky silně odsoudil a vyjádřil solidaritu francouzskému lidu. Od útoků se distancovaly i některé další blízkovýchodní militantní organizace jako Hamás či Islámský džihád.
Podporu útočníkům naopak vyjádřila Fronta an-Nusrá, vedle Islámského státu další islamistická vojenská organizace bojující v Sýrii, napojená na Al-Káidu.